# Louis-Gabriel Le Brun
Pour les articles homonymes, voir Le Brun.
Louis-Gabriel Le Brun (1825-1905) est un ingénieur constructeur français, distingué par une médaille d'or lors de l'Exposition universelle de 1878 à Paris. Il est également maire de la ville de Creil, dans le département de l'Oise, de 1882 à 1883, puis de 1886 à 1891.

## Biographie
Le Brun est né le 13 septembre 1825, à Paris. Il entre en 1839 à l'école royale d'arts et métiers d'Angers, dont il sort diplômé en 1842. En 1846, il est l'un des fondateurs de la Société des ingénieurs Arts et Métiers, dont il est vice-président de 1857 à 1859 puis de 1872 à 1874.
Après une courte activité de construction de machines de manufacture, à Paris pour la maison Duméry, il travaille plusieurs années pour Eugène Bourdon, constructeur de machines à vapeur. Il entre ensuite aux Établissements Cavé, « les plus importants de France à cette époque », où il travaille de 1846 à 1858. Malgré leur importance considérable pour l'époque, les établissements Cavé, après avoir été transformés en société anonyme, périclitèrent et furent absorbés par la Société Ch. Derosne et Cail.
En 1858, Le Brun fonde avec un de ses amis Alexandre Lévêque (1824-1875), ingénieur aux forges de Vierzon et ancien élève de l'École d'Arts et Métiers de Châlons, une usine de construction mécanique, dite « Ateliers de construction de Creil », dont il reste à la tête pendant trente ans. Il a ainsi à concevoir des machines pour différents usages, notamment pour l’établissement des services des eaux. Ses machines ont servi à faire le service hydraulique du Trocadéro et de l’exposition universelle de 1878,.
Il est également constructeur d'ouvrages d'art, comme le viaduc de chemin de fer de Béliet (Gironde), sur la Gaure, construit en 1883 et qui supporte aujourd'hui une piste cyclable.
En 1886, il crée la société Le Brun, Pillé & Daydé, en association avec Henri Daydé et Auguste Pillé, son neveu. Les Établissements Le Brun sont l'une des six sociétés créées au XIXe siècle qui donneront naissance à la société Eiffel, connue depuis 1992 sous le nom de Eiffage constructions métalliques.
Louis-Gabriel Le Brun est mort à Paris le 23 mars 1905, âgé de presque 80 ans. Il est enterré au cimetière du Père-Lachaise (36e division).
Louis-Gabriel est maire de la ville de Creil de 1882 à 1883, puis de 1886 à 1891. En mémoire, une rue de la ville porte son nom depuis 1910.

## Famille
Louis-Gabriel Le Brun a épousé le 23 mars 1881, Caroline Alphonsine Suzor. Avec elle, il aura deux fils :
- Gabriel, né le 11 octobre 1873 à Paris 10e, décédé en 1946. Gabriel est ingénieur de l'École centrale des arts et manufactures de Paris.
Gabriel Le Brun est chevalier de la Légion d'honneur et croix de guerre 1914-1918. Il est nommé le 5 avril 1932, par le Ministre de la Guerre, dans la position de capitaine de réserve honoraire.
- Jules-Alexandre, né le 26 novembre 1875 à Paris, décédé prématurément le 9 juin 1898.

## Récompenses
Lors de différentes expositions, Le Brun reçoit plusieurs récompenses : Médaille d'or (1851) et Grand prix (1869) à Beauvais, médaille d'or lors de l'Exposition universelle de 1878 à Paris, ainsi qu'un Diplôme d'Honneur en 1885 (Angers) et 1887 (Le Havre et Toulouse).
Louis-Gabriel Le Brun est chevalier de la Légion d'honneur depuis 1887.